# Agrippa (Philosoph)
Agrippa (griechisch Ἀγρίππας Agríppas; auch Agrippa der Skeptiker genannt) war ein antiker skeptischer Philosoph. Er lebte wahrscheinlich im 1. Jahrhundert v. Chr. oder im 1. Jahrhundert n. Chr.

## Leben und Lehre
Von Agrippa ist lediglich bekannt, dass er nach Ainesidemos, einem Zeitgenossen Ciceros, lebte. Nach Diogenes Laertios ist er der Autor von fünf Tropen der Skepsis. Jeder der Tropen ist ein Grund dafür, warum nichts sicher beweisbar und jede Behauptung zweifelhaft ist. Die fünf Tropen werden von Sextus Empiricus in seinem Hauptwerk Grundriss der pyrrhonischen Skepsis im Detail erläutert:
1. Tropos: Dissens: Philosophen liegen stets im Streit über alle möglichen Behauptungen, es gibt keine Übereinstimmung und keine verlässliche Lehrautorität.
2. Tropos: Regress ad infinitum: Jeder Satz bedarf einer Begründung, die einer Begründung bedarf, welche wiederum einer Begründung bedarf, die aber einer Begründung bedarf, für welche eine Begründung nötig ist, die aber angezweifelt werden kann, so dass sie einer Begründung bedarf, welche aber ohne eine Begründung nicht auskommt, welche wiederum eine Begründung notwendig macht …
3. Tropos: Relativität: Unsicherheit aufgrund der Möglichkeit, dass sich der Kontext eines Objekts oder der Standpunkt des Betrachters ändert (vergleiche Relativismus).
4. Tropos: Dogmatische Setzung: Der Regress ad infinitum aus Tropos 2 wird irgendwo abgebrochen, indem man einfach von der letzten Begründung behauptet, sie müsse unbezweifelbar wahr sein, auch wenn sie dies nicht ist.
5. Tropos: Zirkelschluss: Der Regress ad infinitum aus Tropos 2 wird gebogen, indem irgendwo eine Begründung gegeben wird, die aber der Ausgangssatz ist, der zuerst begründet werden sollte.

## Wirkungsgeschichte
Die fünf Tropen des Agrippa sind bis heute philosophisch relevant. Tropen 2, 4 und 5 wurden von Hans Albert wiederverwandt und bilden als Münchhausen-Trilemma eine der Grundideen des kritischen Rationalismus.
Tropos 1 ist ein Einwand, der unter anderem gegen die Diskurstheorie, die den Konsens als ethisches Grundprinzip installieren will, vorgebracht wurde.
Argumente analog zu Tropos 3 finden sich als Kritik von wissenschaftlichen Experimenten.
Versuche, den fünf Tropen wie dem Münchhausen-Trilemma auszuweichen, sind Letztbegründungen, zum Beispiel durch einen negativen Beweis, einen performativen Selbstwiderspruch, oder aber auch der hermeneutische Zirkel. Darüber, ob diese Versuche überzeugend sind, gibt es unter Philosophen Dissens (siehe Tropos 1).